# Гао-цзун (династия Сун)
Гао-цзун (кит. 高宗, личное имя — Чжао Гоу (кит. 趙構) 12 июня 1107 — 9 ноября 1187) — 1-й китайский император империи Южная Сун в 1127—1162 годах (10-й император династии Сун), посмертное имя — Сянь Сяо-хуанди (кит. 憲孝皇帝).

## Биография

### Молодые годы
Происходил из императорского рода Чжао. Девятый сын императора Хуэй-цзуна. При рождении получил имя Чжао Гоу. О молодых годах Чжао Гоу известно немногое. Значительную часть времени он проводил в своем имении. После поражения сунской армии в 1126 году некоторое время находился в качестве заложника у чжурчжэней. После возвращения получил в управление город Цичжоу (в современной провинции Хэбэй) с приказом собрать войска для помощи Кайфену в обороне от врага. Впрочем, Чжао Гоу не выполнил этот приказ. Только в 1127 году он предпринял неудачную попытку помочь осажденному Кайфену, однако окончившуюся неудачей.

### Правление
После этого сбежал на юг — к Южной столице, где объявил себя новым сунским императором, приняв имя Гао-цзун. Этот год определен как начало эпохи Южная Сун. Сначала ставка императора располагалась в городе Ханькоу, в 1127 году она была перенесена в Янчжоу, а в 1129 году император перебрался в Линьань. В 1131 году столица государства окончательна была перенесена в Линьань. Сначала при его дворе влияние имели военные, которые постарались отвоевать у врага северные земли. Китайские военачальники Ли Ган, Цзун Цзэ, Юэ Фэй, Хань Шицзун, Ю Юнвень провели ряд удачных военных кампаний.
В то же время для усиления позиций государства в Восточной Азии по приказу императора были проведены значительные работы по укреплению морского могущества империи. В 1132 году был создан первый постоянный флот Китая (120 судов с 3 тысячами воинами). Он базировался в городе Динхай. Планировалось, что флот, который имел возможность проводить кампании на больших реках, должен был оказывать поддержку боевым действиям против чжурчжэней. Впрочем некоторое время он пребывал в бездействии.
В 1138 году был заключен мир с государством Цзинь, согласно которому Южная Сун получала часть бывших земель (территория современных провинций Хэнань и Шэньси). Но впоследствии в 1140 году чжурчжэни снова начали войну против империи. В этой войне отличился Юэ Фэй, который нанес поражение врагу в битвах при Бочжоу и Сучжоу (современная провинция Аньхой). Также успешно действовали сунские войска в 1141 году.
Вскоре, в том же году, Гао-цзун отказался от активной внешней политики, желая заключить мир с государством чжурчжэней Цзинь. Весомой причиной этого был страх, что в случае победы придется отказаться от власти, вернув трон своему сводному брату Цинь-цзуну. Поэтому Гао-цзун некоторых полководцев отправил в отставку, а некоторых казнил за нежелание отступить на юг. В то же время Гао-цзун в 1141 году заключил мирный договор (так называемый Шаосинский мир) с Цзинь, согласно которому обязался платить ежегодную дань в 250 тысяч унций серебра и 250 тысяч рулонов шелка, что было намного меньше того, что платили прежние сунские императоры.
В это время Гао-цзун заботился о восстановлении и развитии коммерции. Большое внимание уделял городам, внешней торговле. При поддержке императора ведущими экономическими центрами становятся Цюаньчжоу, Гуанчжоу и Сямынь. Китайские торговые корабли достигают Индии, Цейлона (на западе), островов Суматра и Ява (на юге), Кореи и Японии (на востоке).
Много времени император уделял улучшению социальных услуг и состояния подданных. В 1141 были созданы постоянные пожарные службы. В столице для сохранения спокойствия открыто 23 дома терпимости (ваше) для солдат. По приказу Гао-цзуна построены общественные бани при буддистских монастырях. В 1143 году состоялась масштабная реорганизация государственных больниц, что способствовало улучшению качества лечения для средних и бедных слоёв населения.
Долгое время государство Сун находилась в мире с соседями. Только в 1161 году войска чжурчжэней вновь двинулись на юг. Впрочем в течение года в битвах при Тандао и Кайши у реки Янцзы при поддержке военного флота сунская армия нанесла сокрушительное поражение врагу. 24 июля 1162 года Гао-цзун отрекся от власти в пользу приёмного сына Чжао Шэня.

### Последние годы
После отречения от престола Гао-цзун значительное внимание уделял написанию стихов, каллиграфии, а также поддержке культурных деятелей своего времени. Гао-цзун был талантливым поэтом. Наиболее известным его стихотворением является «Четверостишие о Небесной горе». Каллиграфия Гао-цзуна стала основой для подражания, в частности для известного мастера эпохи Юань Чжао Мэнфу. Она отличалась изяществом, интенсивностью движения, элегантностью, кисть проводился вполне естественно и спокойно. Гао-цзун скончался 9 ноября 1187 года.